# Mészáros István (bűnöző)
Mészáros István, közismert alvilági nevén Hekus Dönci (Arad, 1920. április 23. – Budapest, 1947. november 29.) az 1940-es évek egyik legismertebb magyarországi bűnözője. Nevéhez gyilkosságok mellett az őt üldöző hatóságok elől történő vakmerő szökések fűződnek, de házasságszédelgőként, fiatalkorú lányok megbecstelenítőjeként is hírhedt lett. Szökései és az utána folyó nyomozás rávilágít a második világháború után újraszerveződő rendőrség működési problémáira. Elfogását a rendőrség a rend megszilárdításáért tett jelentős lépésként értékelte.

## Élete

### Bűnözői pályakezdet
Mészáros István 1920-ban született, visszaemlékezések szerint tehetős családban. Tanult szakmájaként borbély-, illetve fodrászmesterséget említenek. Mészáros azonban nem a munkaerőpiacon találta meg boldogulásának útját, 17 éves korától lopásból élt. Vélhetően már korábban, a második világháború idején is életvitelszerűen foglalkozott bűnözéssel, szomszédai legalábbis éjjelenként csomagokkal megrakodva látták hazatérni. A háború utáni korszak sajtójában rendre megemlítették, hogy Mészáros a háború idején csatlakozott a nyilaskeresztes mozgalomhoz, és Debrecenben besúgóként tevékenykedett a nyilas kémelhárítás szolgálatában, azonban lehetséges, hogy a nyilaskeresztes kapcsolat említése csak politikai célokat szolgáló propagandaeszköz volt. 
Mészáros 1945-től tudatosan nem használta saját nevét, hanem lopott iratokkal, több hamis személyazonossággal élt. A főváros környékén lopásból és rablásokból igyekezett fenntartani magát, illetve új személyazonosságot találni. A korabeli beszámolók kiemelik a „kreolarcú” bűnöző rendkívüli ügyességét és testi erejét. 
1945. szeptember 9-én betört a ferencvárosi focicsapat öltözőjébe, és onnan értéktárgyakat lopott el. A lopott holmik között találta Horváth Ödön labdarúgó csatár igazolványát, illetve Kommatinger Sándor szakács iratait. A következő években Mészáros ezeken az álneveken bujkált a hatóságok elől, illetve Horváth Ödön igazolványát rendőrigazolványként használta. Emiatt alvilági körökben Hekus Dönci, Dönci felügyelő néven vált ismertté, valódi nevét bűntársai sem tudták. Mészáros elsősorban budapesti betöréses lopásokra specializálódott, célpontjai a műszerek voltak, de hangszereket és vidéki boltokat is célpontnak tekintett. Elfogásakor a rendőrséget egy kiterjedt szegedi és makói központú orgazdahálózatról tájékoztatta. Mészáros 1945. október 30-án éjjel behatolt a budapesti Bartók Béla út 25. szám alatti gyógyszertárba és onnan gyógyszerészeti eszközöket vitt magával. Ezek közül jelentősebb értéket egy mikroszkóp képviselt, amelynek piacra dobása két év múlva a lebukásához vezetett. Ugyaninnen lopta azt a fegyvert, amelyet a későbbiekben használt.

### A Csaba utcai rendőrgyilkosság
1947. március 12-én Mészáros Budán, a Városmajor környékén egy gyógyszertárba hatolt be a kirakaton keresztül, ám a helyszínről való távozáskor Horváth Lajos rendőrrel találkozott. A járőr igazoltatta, és felírta füzetébe az általa bemondott Kommatinger nevet. Mészáros a Városmajor és Csaba utca sarkán orvul agyonlőtte a rendőrt, az álnevét tartalmazó füzetet azonban valami miatt nem vette el, így az a nyomozók birtokába jutott. A rendőrgyilkosság után két nappal újabb betörésre került sor: az Üllői út 7. szám alatti műszerboltot rabolta ki, szintén a kirakaton keresztül. A rendőrök felfigyeltek a Csaba utcai gyilkosság és az Üllői úti betörés közötti párhuzamra. Feltételezték, hogy a kirakat felőli behatolással dolgozó rabló műszerekre specializálta magát, illetve hogy idővel értékesíteni akarja majd a megszerzett műszereket, ezért az ezzel foglalkozó vállalkozókat beszervezték. Mészáros azonban türelmes volt, csak hosszú idő után kezdett orgazdákat keresni. 1947 őszén egy műszerkereskedőnél bukkant fel az egyik Csaba utcából lopott mikroszkóp, a vállalkozó ügyfélnyilvántartásából pedig ismét a Kommatinger névhez jutottak a nyomozók, ekkor vált bizonyossá, hogy a Csaba utcában agyonlőtt rendőr csakugyan gyilkosának nevét írta föl a noteszébe.

### Gyilkosság a Párizsi Áruházban
1947. április 3-án a késő délutáni órákban Mészáros a Párisi Nagy Áruházba magával csalta, és az áruház gépházában téglával agyonverte Hradics Erzsébetet. Az áruház egy munkatársa azonban közvetlenül a gyilkos távozása után rátalált a lányra, és fellármázta az áruházat, amelynek alkalmazottai a tettes üldözésére indultak. Mészárosnak nem volt ideje a helyszínről megszökni, egy szomszédos épületbe menekült, ahol azonban a házmester rázárta a kaput. A házból hamis rendőri igazolványát használva, önmagát saját maga üldözőjének kiadva tudott megszökni. A helyszínen azonban több ruhadarabját is otthagyta, amelyeket a rendőrök az áruház raktárában helyeztek el. Mészáros másnap visszament a helyszínre, és újból Horváth Ödön igazolványát használva az ellene szóló bizonyítékokat magával vitte.

### Lebukás és szökés
1947. november 4-én Mészáros megkísérelt egy lopott műszert eladni. A kereskedő felismerte a lopott műszert, és értesítette a rendőrséget, akik a helyszínre sietvén elfogták őt. A rendőrök átkutatták, és megtalálták nála Horváth Ödön igazolványát. Ekkor jöttek rá, hogy az előttük álló személy nemcsak a Kommatinger Sándor személyazonosságát használó rendőrgyilkos műszertolvajjal azonos, hanem a Horváth Ödön személyazonosságát használó áruházi gyilkossal is. Ez logikusnak is tűnt, mivel Horváth Ödön és Kommatinger Sándor igazolványát egy helyen és időben lopták el. Mészáros a Csaba utcai rendőrgyilkosságon kívül minden terhére írt bűncselekményt elismert. A rendőrök a két gyilkosságot is tartalmazó ügyet mindössze három nap alatt lezárták, és átadták az ügyészségnek. A sajtó az újraszerveződő rendőrség hatalmas sikereként írta le a kettős gyilkos elfogását, illetve ráharapott a rendőr- és kéjgyilkos amerikai stílusú ballonkabátos bűnöző történetére is. Az ügyészség vizsgálóbírója is kihallgatta Mészárost, aki a kihallgatás végén az őrök hanyagságát kihasználva megbilincselve kirontott a bíró irodájából, majd az első emeletről kiugorva taxiba szállt. Az esés közben lábát tört bűnöző egy pályaudvarra ment, hogy eltűnjön a főváros környékéről. A Dunántúlra utazott, Vértesszőlős külterületén élő helyiektől kért menedéket. A kiszemelt két helybeli azonban tartott az ismeretlen és szemmel láthatóan sérült férfitól, akit ezért a vasútállomásra vittek. Mészáros ott felszállt a Győrbe tartó vonatra, ahol balszerencséjére az Államvédelmi Hatóság egy civil ruhában utazó hadnagya, Lányi András mellé ült le. A nyomozó a személyleírás alapján felismerte Mészárost, és szóval tartotta, amíg a vonat utasait ellenőrző rendőrök hozzájuk értek. A három férfi megbilincselte a bűnözőt, és visszakísérték Budapestre.

### Per és ítélet
Vakmerő szökésének és a körülötte csapott bulváros felhajtásnak köszönhetően Mészáros István valóságos sztárbűnözőként érkezett vissza Budapestre. Gyors újbóli elfogása már valóban nagy siker volt a hatóságok számára, akik a rend megszilárdításáért tett próbálkozásaik eredményeként kommunikálták a bűnöző elfogását. (A veszedelmes bűnözővel nem csak elfogói, hanem Münnich Ferenc is lefényképeztette magát.) A per a sajtó kiemelt figyelme előtt zajlott, amit az is mutat, hogy a filmhíradó is tudósítást készített az eseményről, pedig köztörvényes bűnözők perei esetében ez ekkor nem volt jellemző. Mivel a rendőrgyilkosság éjjel történt, ezért a bíróság az akkor érvényben lévő rendelkezés értelmében statáriális eljárásrendben tárgyalta Hekus Dönci ügyét. A november 11-én kezdődött tárgyaláson az ügyész halálbüntetés kiszabását kérte. Hekus részben beismerte bűnösségét, csak a rendőrgyilkosság vádját tagadta a végsőkig. A bíróság a rendőrgyilkosságot nem látta bizonyíthatónak, azonban Hradics Erzsébet meggyilkolása és lőfegyver birtoklása a statáriális ítélkezésben elég volt a halálbüntetés kimondásához. Az eljárás furcsa lezárásaként a kéjgyilkost a bíróság kegyelemre méltónak gondolta, ezért ügyét a kegyelmet gyakorló köztársasági elnök elé terjesztette. Tildy Zoltán azonban nem találta kegyelemre méltónak a bűnözőt. Mészáros István előtt 1947. november 29-én délben kihirdették a kegyelmi kérvényének elutasítását. Védője hiába nyújtott be perújítási kérelmet, Mészáros Istvánt délután háromkor a gyűjtőfogház udvarán felakasztották.

## Megjelenése a kultúrában

### 1972-es mozifilm
1972-ben készült el a Mészáros István bűnügyét is bemutató fekete-fehér krimi, a Hekus lettem, amelyben Szersén Gyula játszotta Dönci szerepét. Szabó László és Pintér István 20. századi bűnözést bemutató könyve egy egész fejezetet szentel Hekus Döncinek. A bűnöző ügye a sajtónak köszönhetően megragadt a magyar köztudatban, a 20. század második felében számos visszaemlékezés jelent meg a bűnöző üldözéséről és elfogásáról, illetve elemzések a rendőrség által elkövetett hibákról.

### Határ Győző börtönballadája
A Rákosi-korban tiltott határátlépésért lecsukott, utóbb emigrált építész, író, költő, Határ Győző végig börtönszlengben írta meg Hekus Dönci bukásáról szóló költeményét az 1950-es években.